# Christer Hult
Christer Hult, född 4 juni 1946, är en svensk före detta fotbollsspelare. Han spelade ytterback i IFK Norrköping, och gjorde 13 matcher för svenska landslaget. Mellan 1976 och 1978 gjorde Hult 63 matcher i allsvenskan för Kalmar FF.

### Fotnoter
1. ↑  ”Stora grabbars märke”. Svenska Fotbollförbundet. https://www.svenskfotboll.se/landslag/herr/historik-herr/stora-grabbar/. Läst 27 oktober 2014.
2. ↑  ”Hult minns missen”. Norrköpings tidningar. 18 juni 2014. Arkiverad från originalet den 8 januari 2014. https://web.archive.org/web/20140108203053/http://www.nt.se/arkiv/2004/06/18/EM-artiklar/252763/Hult-minns-missen.aspx. Läst 8 januari 2014.